# 北山乡 (绥滨县)
北山乡，是中华人民共和国黑龙江省鹤岗市绥滨县下辖的一个乡镇级行政单位。

## 行政区划
北山乡下辖以下地区：
北山村、曙光村、永山村、战斗村、卫星村、迎春村、莲花村、古城村、荣福村、友谊村和永峰村。